# Simulium tumum
Simulium tumum es una especie de insecto del género Simulium, familia Simuliidae, orden Diptera.

## Distribución
Se distribuye por Hainan Sheng.

## Taxonomía
Fue descrita científicamente por Chen & Zhang, 2001.